# Козак-5
«Козак-5» (англ. Kozak 5) — універсальний броньований автомобіль розроблений НВО «Практика» для потреб поліції та підрозділів спеціальних операцій типу КОРД. Може виконувати завдання перевезення особового складу, «прикриття бронею» під час перестрілок, штурму будинків (для цього обладнується драбиною) тощо.
Побудований на шасі автомобіля Ford F-550 4×4, спеціально модифікованого під побудову бронеавтомобіля компанією-офіційним конвертером «Форд Моторз» (посилена передня вісь, гальма та елементи підвіски замінені на міцніші, встановлені великі колеса 335/80 R20, замінені пари зубчастих передач у мостах).

## Історія
Вперше бронеавтомобіль був представлений на Міжнародній спеціалізованій виставці «Зброя та безпека — 2016» у розвідувальній і транспортній модифікаціях.
Восени 2016 року пройшов тестовий заїзд на полігоні ВДВ ЗС України.
В квітні 2021 року стало відомо, що підприємство розробляє бронемашину «Козак 7» на шасі від Ford F-550. Однак замість посилення окремих елементів шасі, на підприємстві істотно змінюють ходову частину завдяки встановленню комплексного рішення від компанії з однієї з країн НАТО: цей комплект включає посилені мости, ресори, амортизатори, кардани, стабілізатори, нові стандартизовані за стандартом НАТО армійські ступиці коліс. При цьому його встановлення займає не більше двох годин. Це дозволило збільшити загальну вантожопідйомність шасі «Козак 7» до 12 тонн, проти 10 тонн у «Козак-5».

## Тактико-технічні характеристики
Загальні:
- Базовий автомобіль: Ford F-550
- Повна вага: 10000 кг
- Кількість посадкових місць: до 8 осіб
- Довжина: 5380 мм
- Ширина: 2360 мм
- Висота (по даху): 2320 мм
- Розмір коліс: 335/80 R20

Двигун:
- Тип: Ford, дизельний
- Об'єм двигуна: 6,7 л
- Потужність: 440 к.с.
- Максимальний крутний момент: 1253 Н·м

Трансмісія і привід:
- Колісна формула: 4×4
- Коробка передач: механічна, Ford TorqShift
- Кількість швидкостей: 6+1

Бронювання: Балістичний захист за ДСТУ 3975: ПЗСА-5 (STANAG 4569 level 2)

## Модифікації
- Транспорт для особового складу.
- Машина вогневої підтримки.
- Тактичний автомобіль.
- Санітарно-евакуаційний автомобіль (Козак-5МЕД).
- Автомобіль розвідки та цілевказання.
- Машина для перевезення вибухонебезпечних боєприпасів.

### Козак-5ПМЛ
«Козак-5ПМЛ» — розроблений для загонів розмінування ДСНС для транспортування мін, що не розірвались, та саморобних вибухових пристроїв. Машина є спеціалізованою модифікацією легкого універсального бронеавтомобіля «Козак–5ПМЛ» також основана на шасі Ford F550. Відмінність полягає у довшій колісній базі та спеціальній конструкції корпусу, розрахованій на вибух мін/саморобних вибухових пристроїв, що перевозяться. Крім того, автомобіль обладнано відсіком для спеціального інструменту піротехнічної команди.

## Оператори
- Україна:
  - ДСНС України: в червні 2018 року отримано 8 піротехнічних машин «Козак-5ПМЛ» на базі бронеавтомобіля «Козак-5»[5][6][7]
  - 225-й ОШП отримав від Міністерства Оборони 25 бронемашин українського виробництва «Козак-5»[8].
  - Стрілецький батальйон поліції спеціального призначення «Донеччина» озброєний бронеавтомобілями «Козак-5»[9].
  - 156 ОМБр[10]

- Саудівська Аравія[11]

У квітні 2021 року стало відомо, що для потреб неназваного іноземного замовника виготовлено партію машин «Козак-5» та вони готові для передачі.

## Галерея

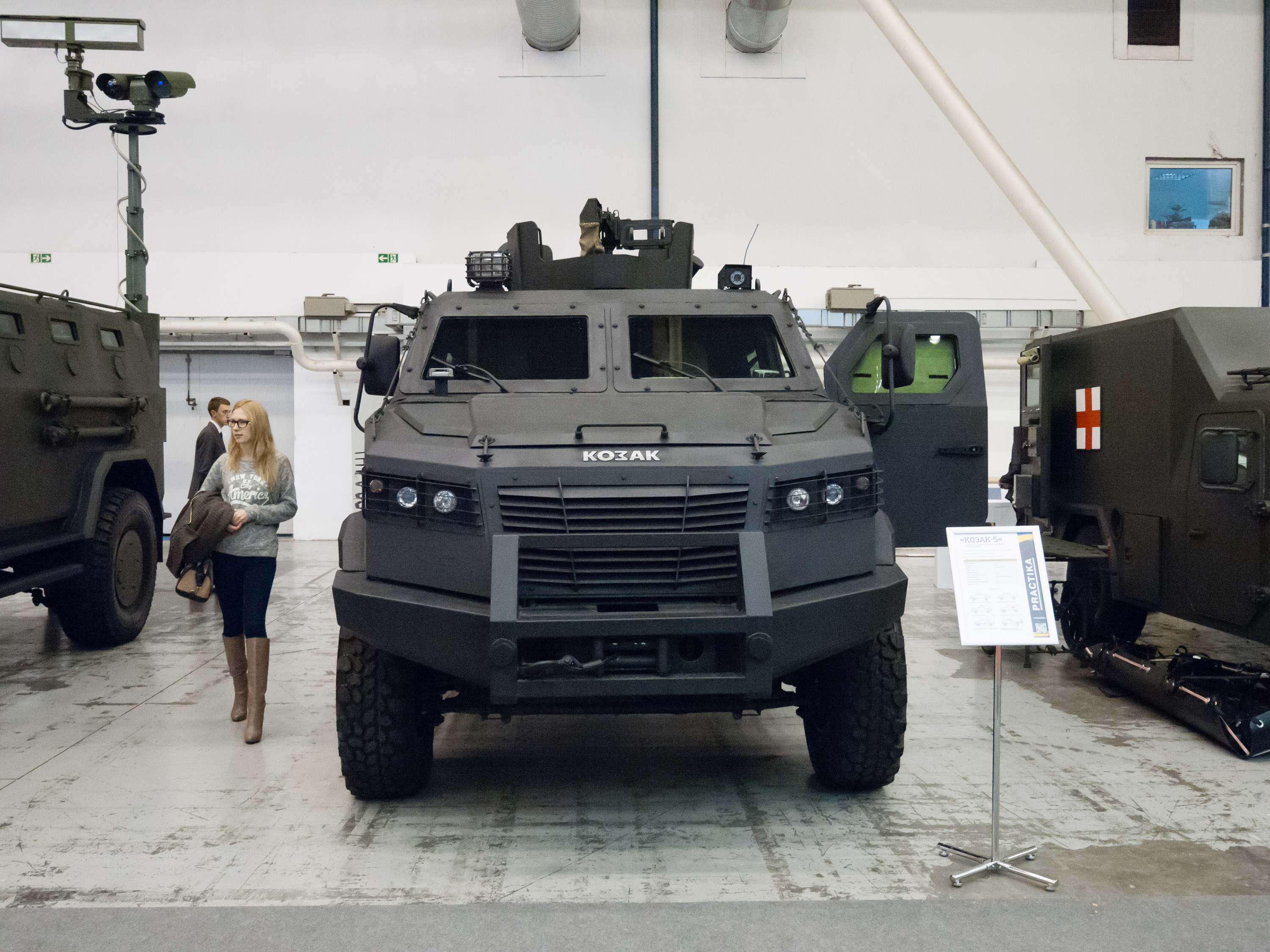
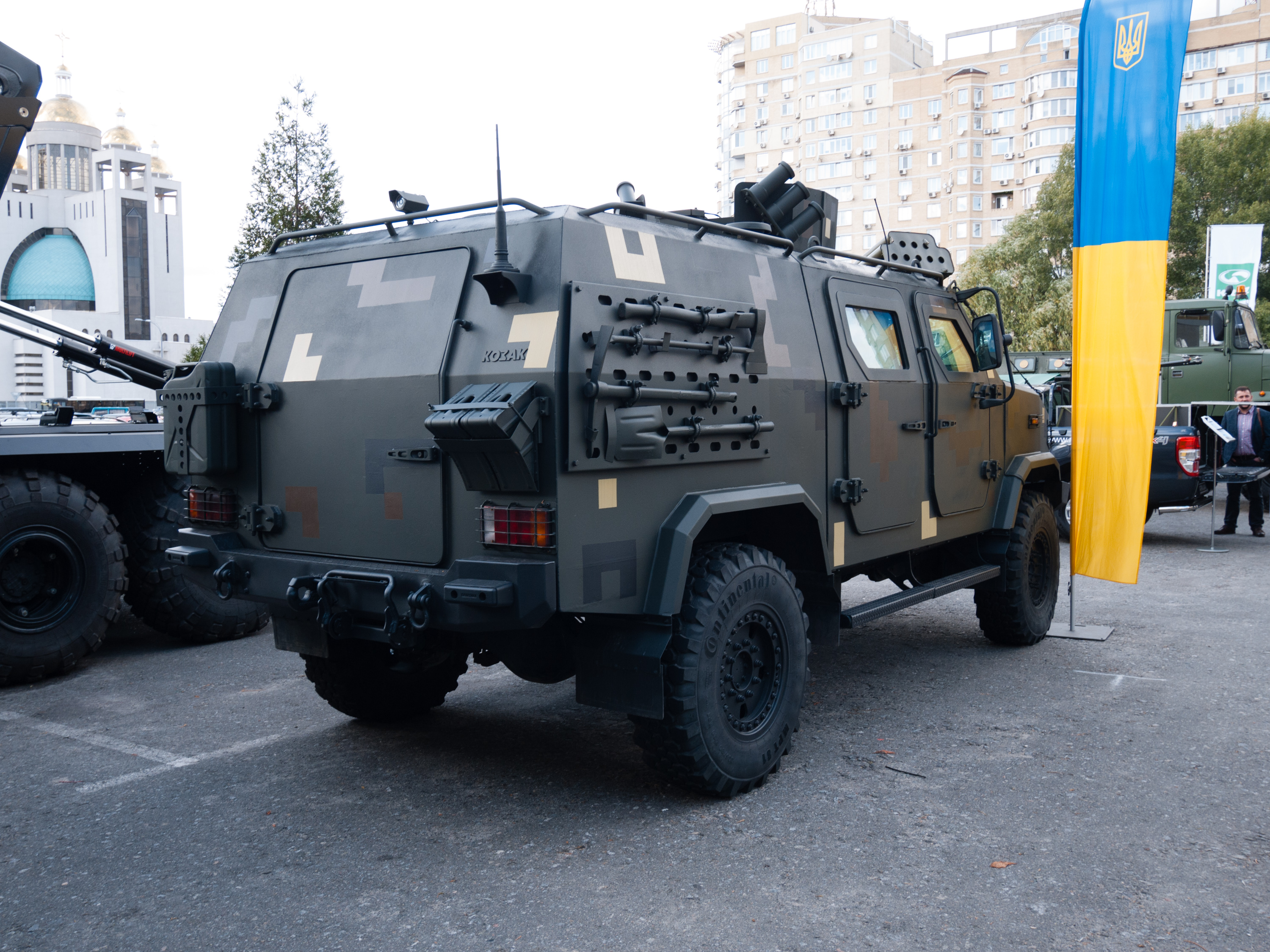
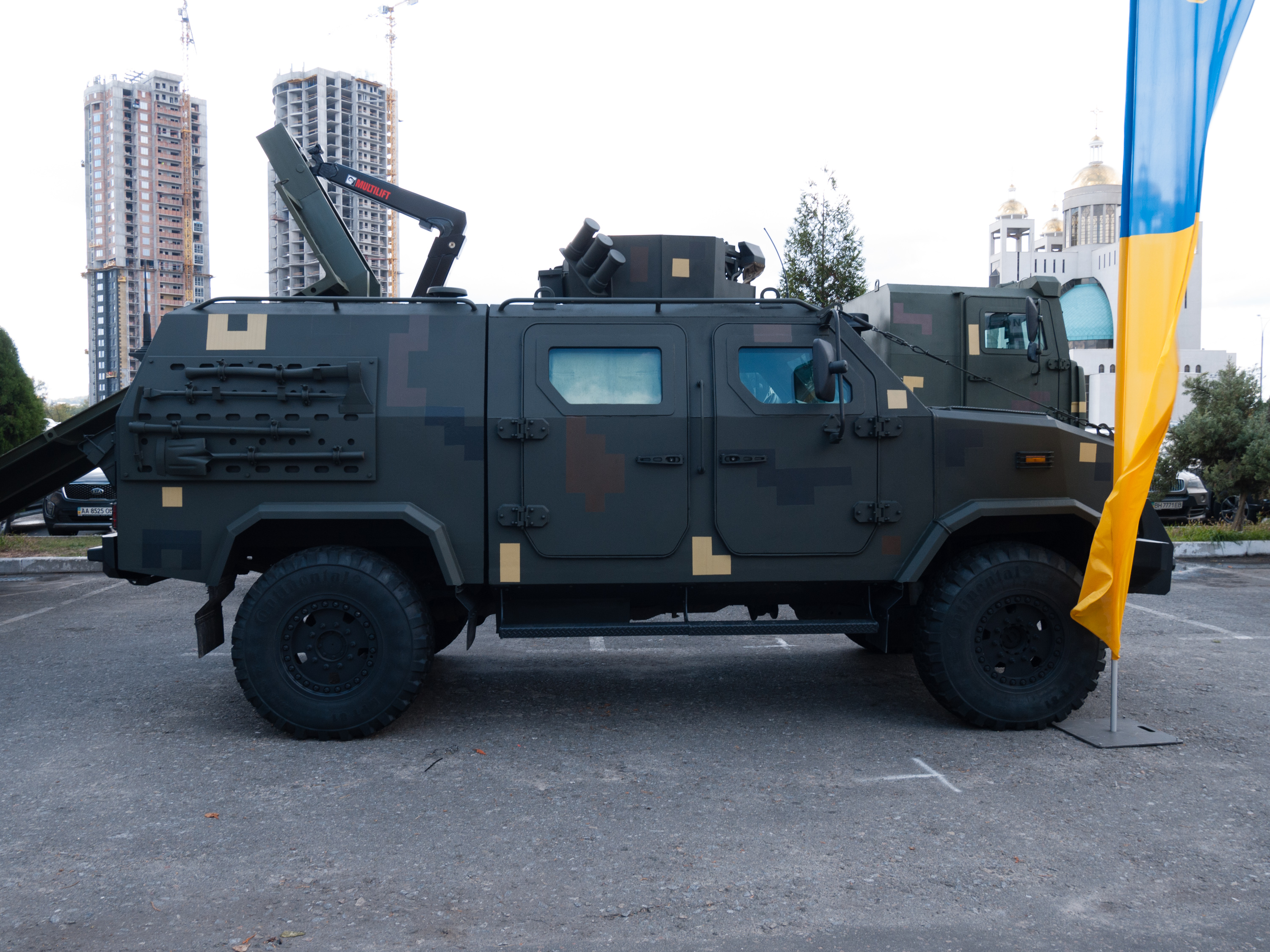
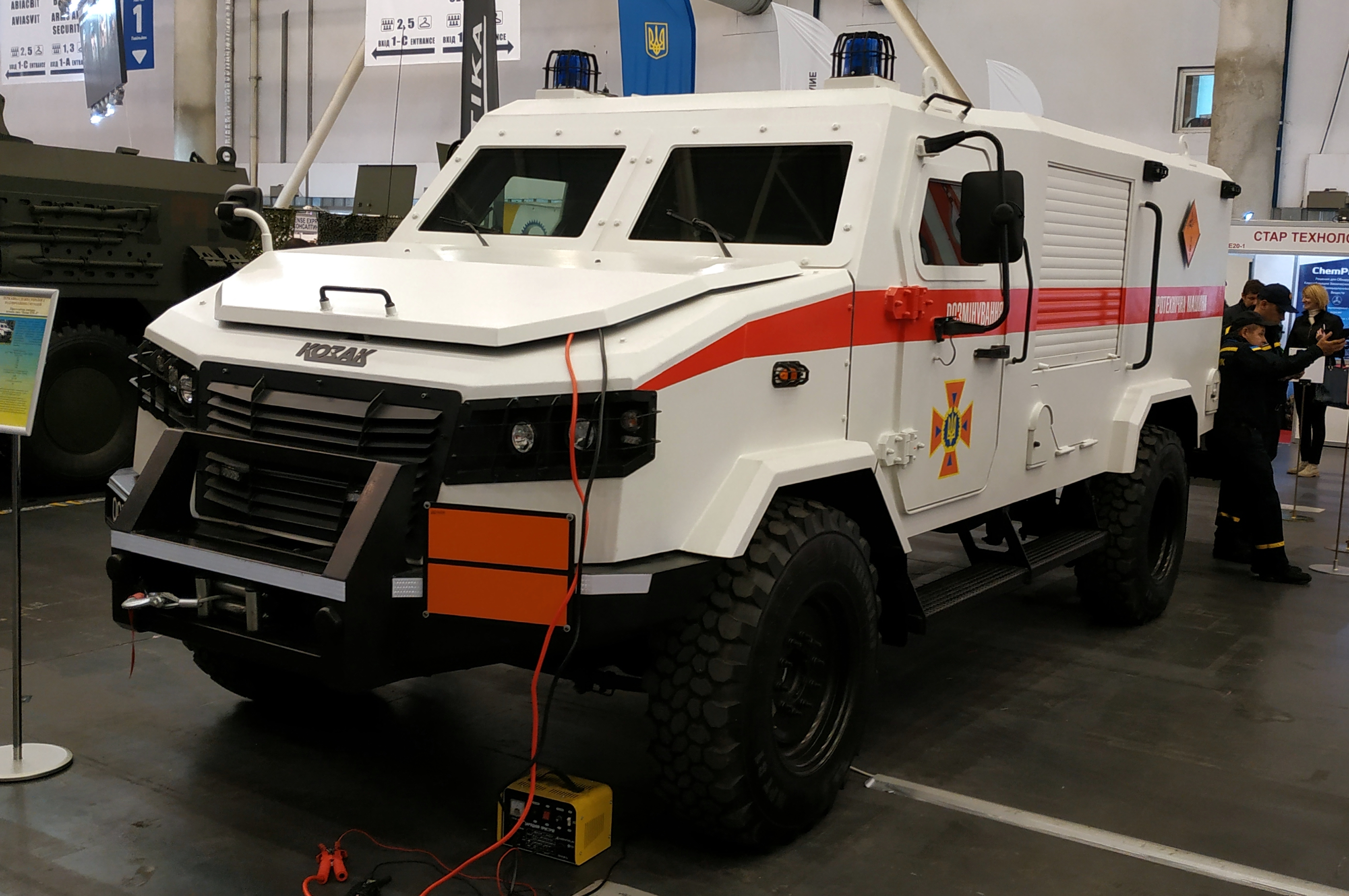
Kozak-5PML